# Две госпође Керолс
Две госпође Керолс (енгл. The Two Mrs. Carrolls) је амерички филм из 1947. са Хамфријем Богартом, Барбаром Стенвик и Алексис Смит у главним улогама.

## Улоге
| Глумац             | Улога             |
| ------------------ | ----------------- |
| Хамфри Богарт      | Џефри Керол       |
| Барбара Стенвик    | Сали Мортон Керол |
| Алексис Смит       | Сесили Лејтам     |
| Најџел Брус        | др Татл           |
| Изибел Елсом       | госпођа Лејтам    |
| Патрик О`Мур       | Чарлс Пенингтон   |
| Ен Картер          | Битрис Керол      |
| Анита Шарп-Болстер | Кристин           |
| Бари Бернард       | Хорас Благдон     |